# Trochalus lepidus
Trochalus lepidus är en skalbaggsart som beskrevs av Louis Albert Péringuey 1904. Trochalus lepidus ingår i släktet Trochalus och familjen Melolonthidae. Inga underarter finns listade i Catalogue of Life.